# Joseph Marie Jacquard
Pour les articles homonymes, voir Jacquard.
Joseph Marie Charles dit Jacquard, né le 7 juillet 1752 à Lyon et mort le 7 août 1834 à Oullins, est un inventeur français, à qui l'on doit le métier à tisser mécanique programmable dit métier Jacquard.

## Biographie
Fils de Jean-Charles Jacquard, maître-fabricant en soie brochée, et de Antoinette Rive, liseuse de dessins,  originaire de Saint-Maurice-de-Rotherens, il exerce de nombreux métiers comme relieur, fondeur de caractères, ou employé dans le Bugey à l'exploitation d'une carrière à plâtre. Ayant étudié seul la mécanique, il met au point, en 1801, le métier à tisser Jacquard, dit métier Jacquard. Dans la continuité des travaux de Jacques de Vaucanson, il équipe son métier d'un mécanisme sélectionnant les fils de chaîne à l'aide d'un programme inscrit sur des cartes perforées (que l'on doit à Basile Bouchon et Jean-Baptiste Falcon). Il devient ainsi possible à un seul ouvrier de faire fonctionner le métier à tisser, sans l'assistance d'un tireur de lacs (emploi généralement tenu par une femme).
Le 12 avril 1805, Napoléon rencontre Joseph Jacquard lors d'un séjour à Lyon. Quelques semaines plus tard, le 27 août 1805, Jacquard reçoit, de la part de l’Académie de Lyon, le prix des inventeurs. À partir de cette date, il accumule les prix d’honneur et les récompenses. Le 17 novembre 1819, il est fait chevalier de la Légion d’honneur et en 1826, il est nommé conseiller municipal d’Oullins.
Amélioré par Jean-Antoine Breton en 1806 et 1817, le métier connaît un succès international (certains sont encore utilisés de nos jours). À Lyon, le métier Jacquard marque les prémices de la révolution industrielle, qui profite beaucoup à la ville, mais qui entraîne aussi une restructuration sociale difficile. À ce titre, le métier Jacquard, accusé de mettre des tisseurs au chômage, est souvent évoqué comme l'une des causes de la révolte des Canuts de 1831.
Le 16 août 1840 fut inaugurée, place Sathonay à Lyon, une statue en son honneur, faite en bronze. Déplacée en 1898 à la place de la Croix-Rousse, elle honore le « bienfaiteur des ouvriers lyonnais ». Fondue en 1942, elle est remplacée en 1947 par l'actuelle statue en pierre.
Le métier Jacquard, qui a inspiré Charles Babbage, est souvent présenté comme l'un des ancêtres de l'ordinateur, il ne fait pas à proprement parler de traitement de l'information mais c'est la plus ancienne machine programmable.

## Hommages

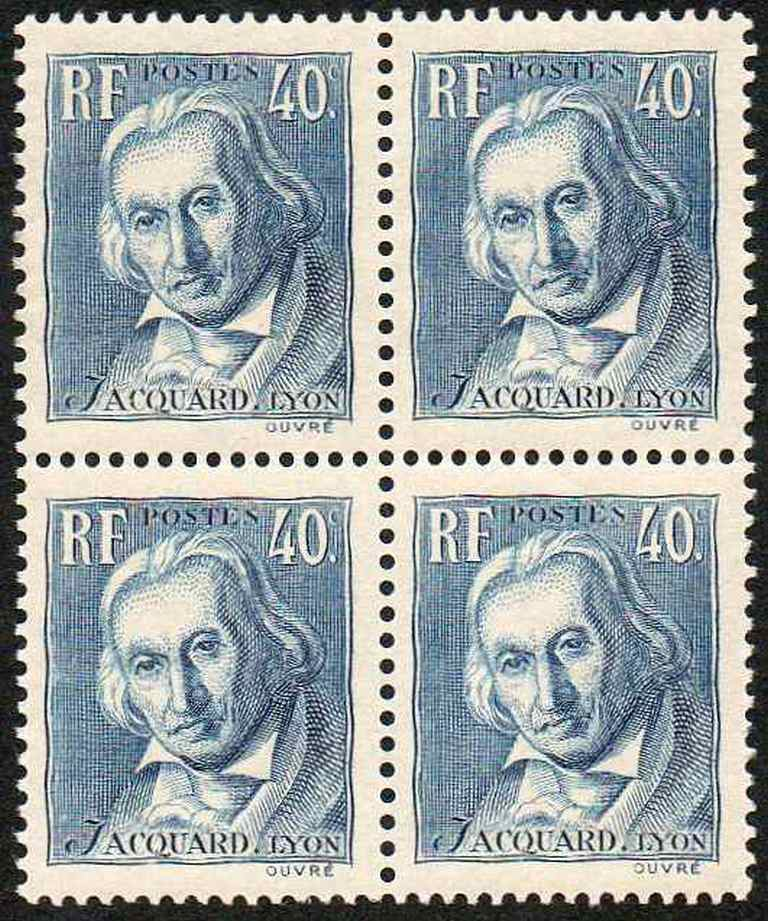
Timbre à l'effigie de Joseph Marie Jacquard.

- Pour célébrer le centenaire de la mort du mécanicien Joseph-Marie Jacquard, la Poste française émet un timbre à son effigie en 1934[5].
- La rue Jacquard à Nancy.
- La rue Jacquard à Paris.
- La place Jacquard à Saint-Etienne avec le monument réalisé en 1911-1912 par Paul Landowski (célèbre pour avoir réalisé en 1931 la statue du Christ Rédempteur à Rio-de-Janeiro).
- Nom de la promotion 2014 de l'Institut National des Sciences Appliquées (INSA) de Strasbourg.
- Boulevard Jacquard[6]de la ville de Calais.
- Lycée Jacquard à Caudry.
- Lycée Jacquard à Oullins.

## Galerie Photos

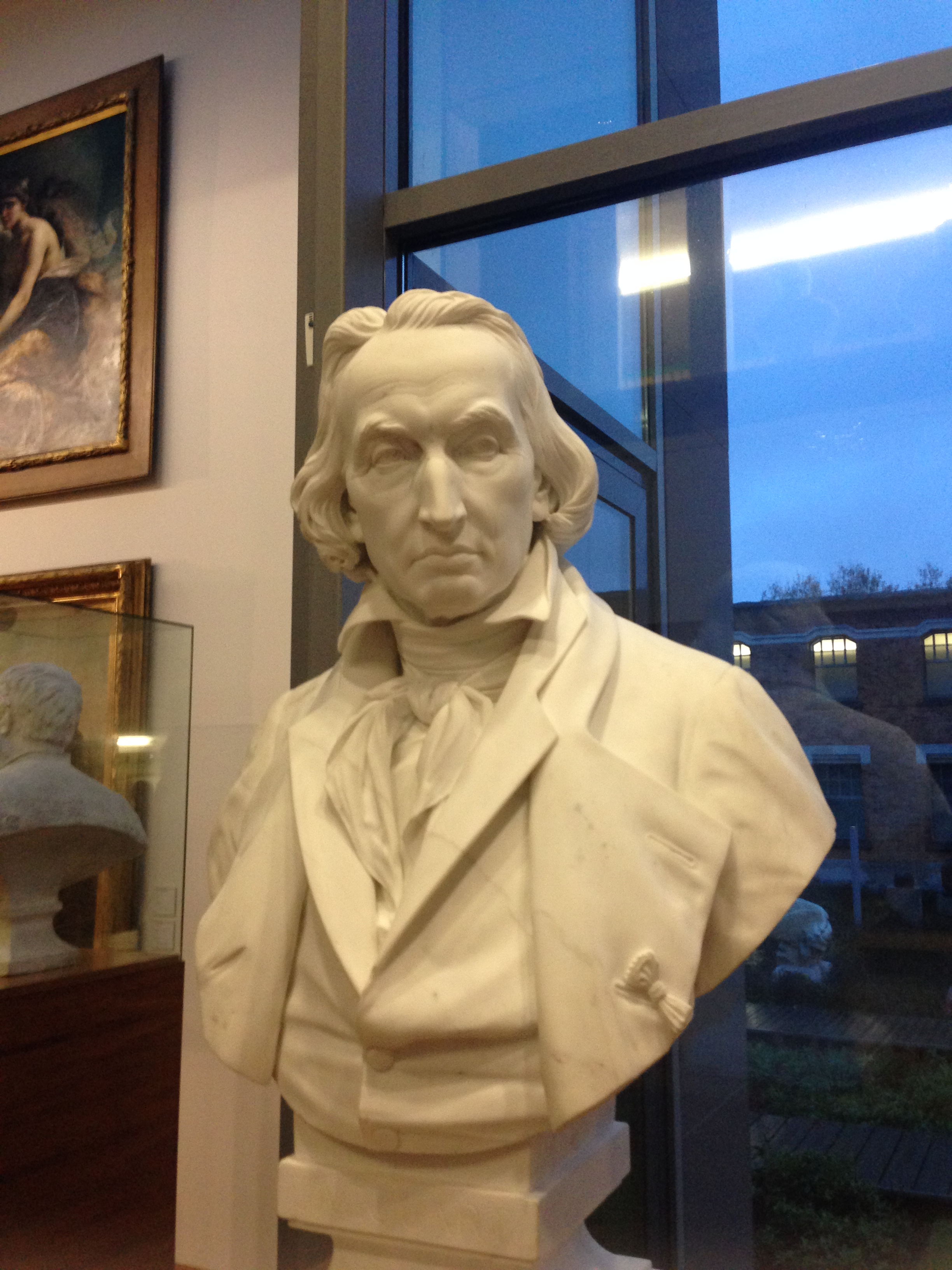
Buste de Jacquard par C.M. Iguel à La Piscine (musée).
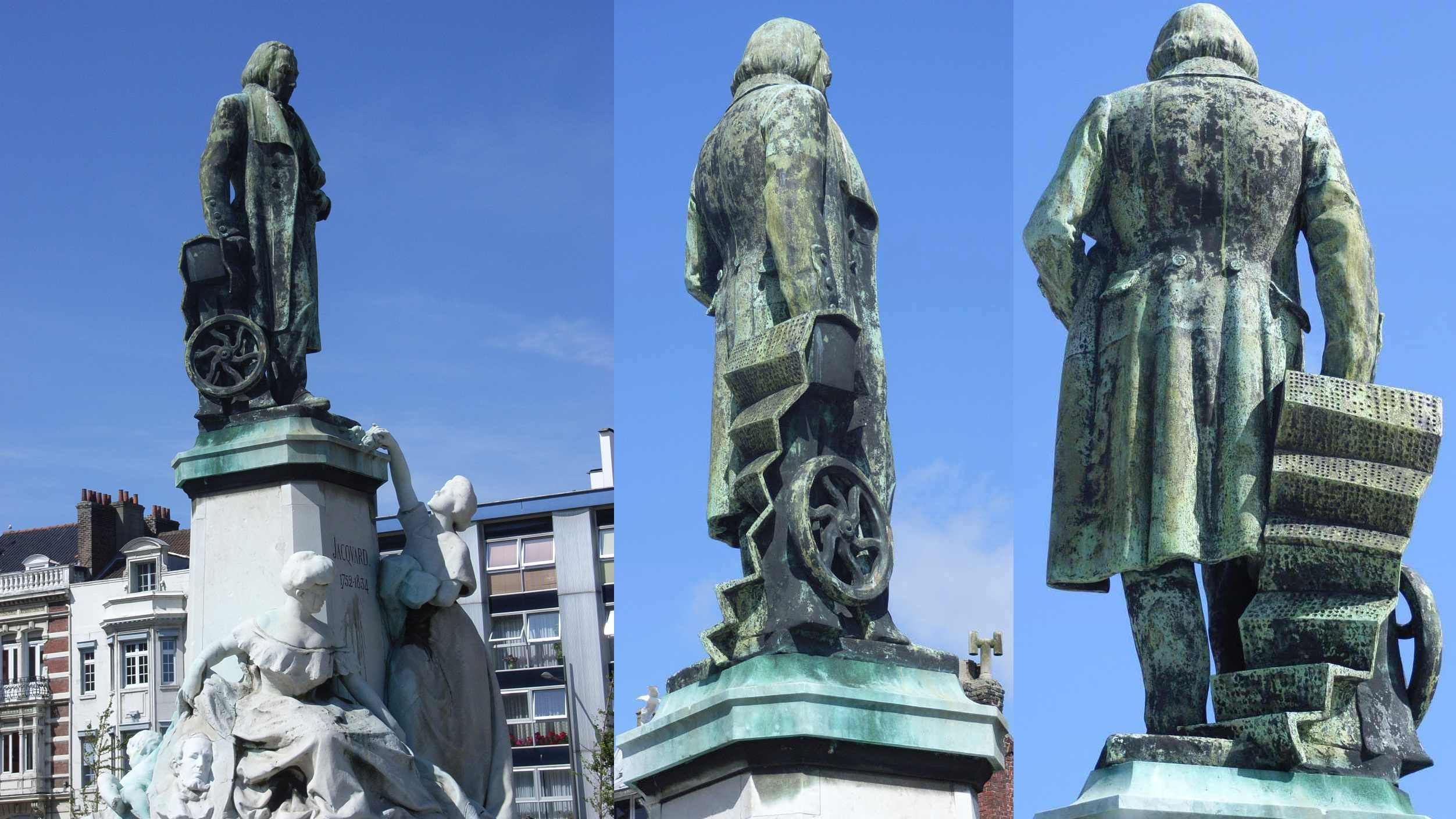
Monument Jacquard à Calais par le sculpteur Marius Roussel (1907).
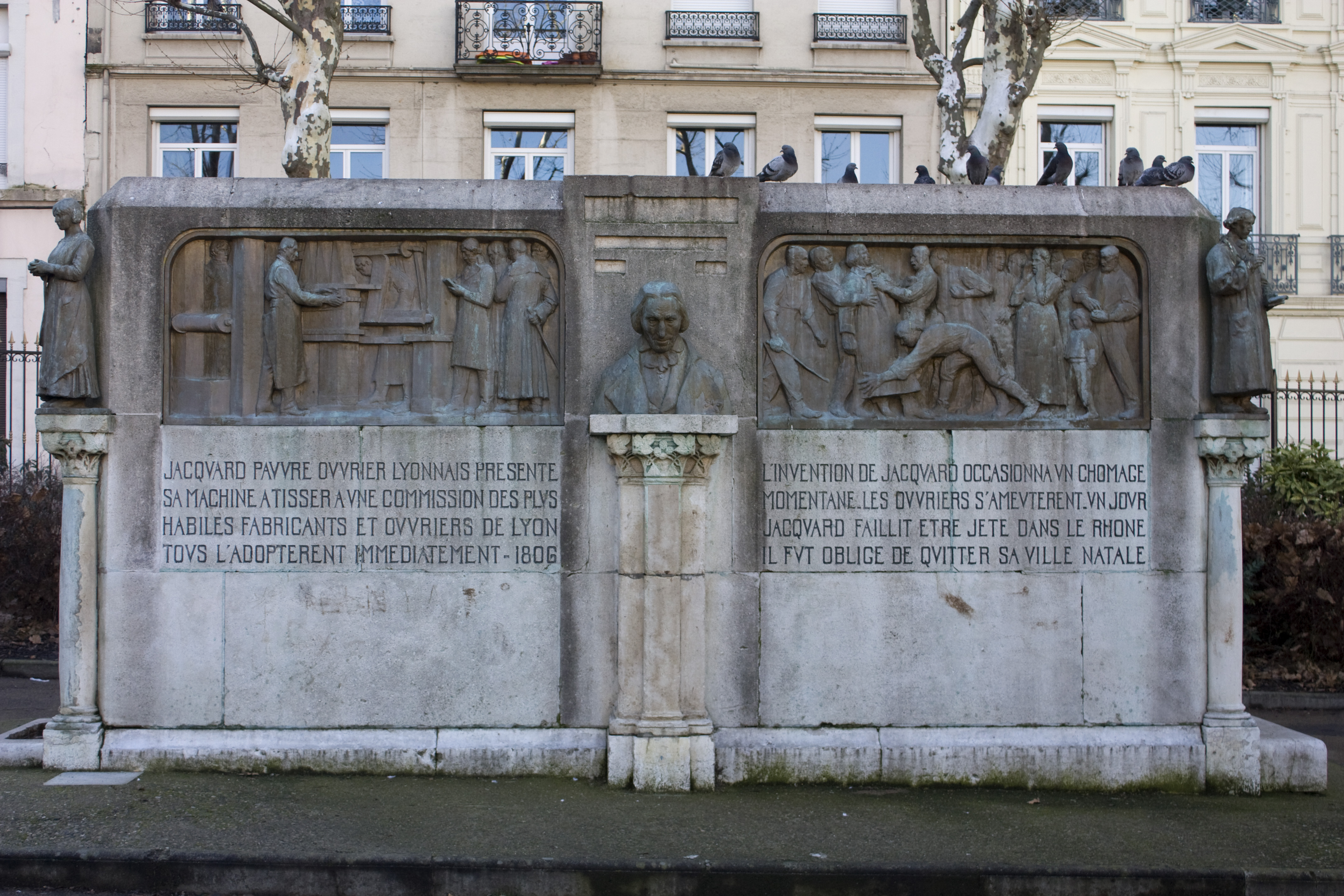
Monument sur la place Jacquard, à Saint-Étienne.
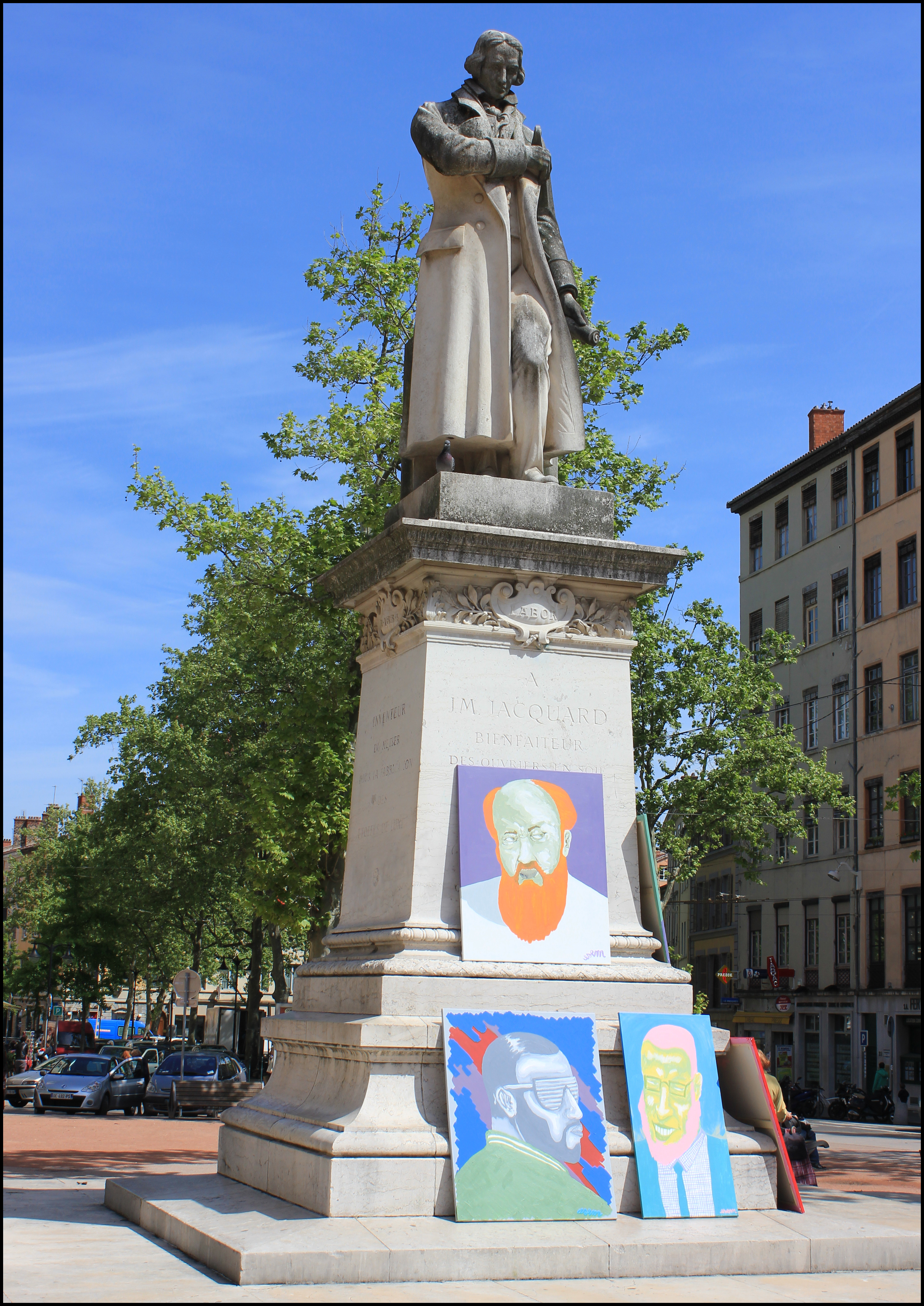
Statue de Jacquard place de La Croix-Rousse à Lyon.
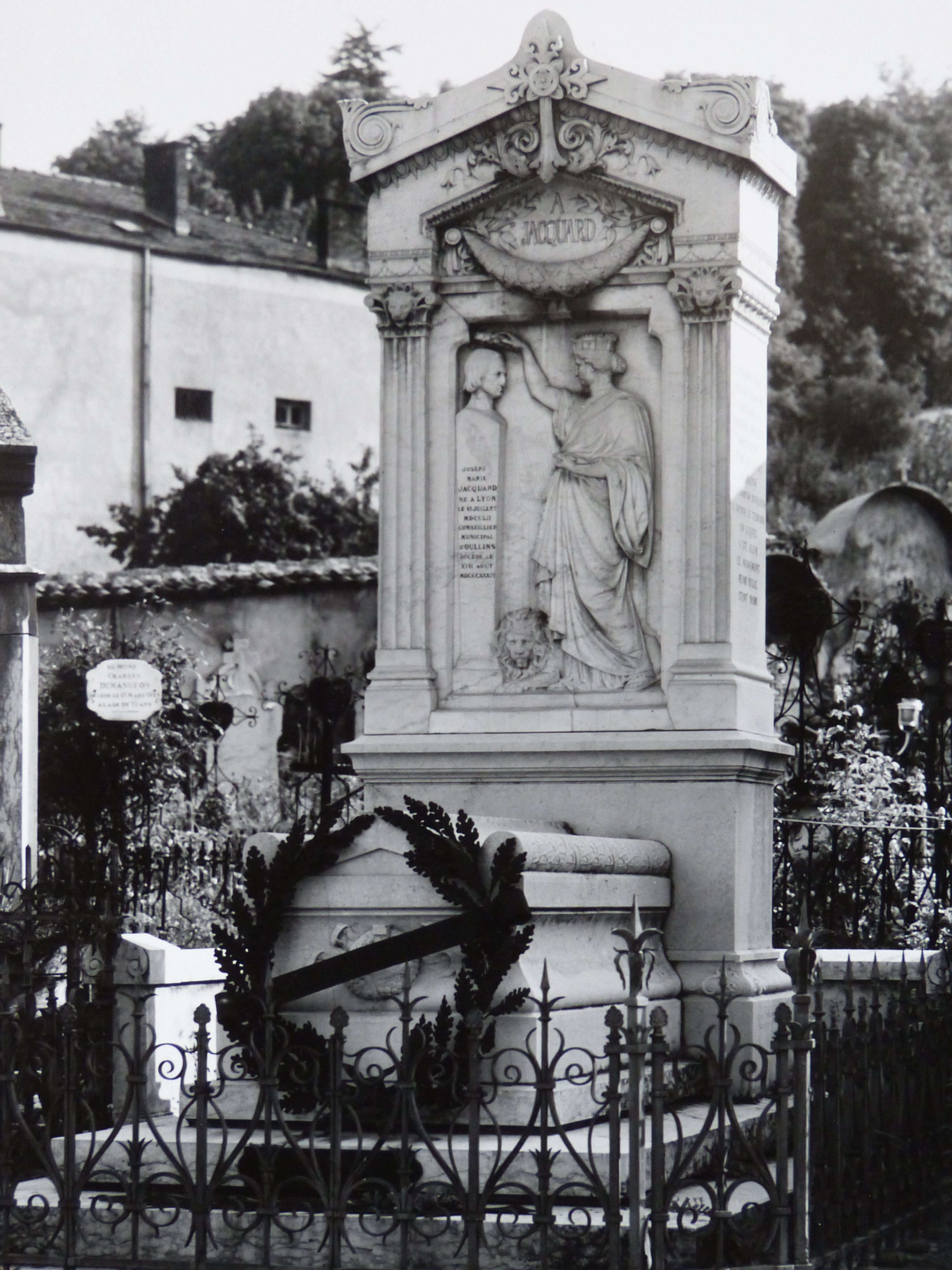
Sa tombe dans le cimetière d'Oullins.

### Fonds d'Archives
Cotes de documents aux Archives municipales de Lyon
- 1 GG 99 Naissance le 7 août 1752 à Lyon Saint Nizier
- 8 Ph 2814 Monument à Joseph Marie Jacquard place de la Croix Rousse, vers 1975. Poix ou Edmond Pernet. Négatif sur film souple N.B. 24 × 36 mm. Photographie du monument à Joseph Marie Jacquard. Vers 1975.
- II 250 1 Soierie : étude biographique de Joseph-Marie Charles dit Jacquard, inventeur, mécanicien en soierie, 1752-1834. Recherches biographiques sur Jacquard par Jean Huchard
- 468 Wp 12 Édifice public : monument : installation et inauguration d’une statue à la mémoire de Jacquard à la Croix Rousse. 1835-1902. Discours pour les funérailles de Jacquard. 1834. Projet d’érection d’un monument à la mémoire de Jacquard. 1834 Inauguration du monument Jacquard. 1840.
- 468 Wp 19 Édifice public : monument : réalisation des bustes des lyonnais célèbres ;	Document concernant l’exécution du buste de Jacquard par Bailly.